# Nosy Saba
Nosy Saba är en ö i Madagaskar. Den ligger i den norra delen av landet, 500 km norr om huvudstaden Antananarivo.